# Gornji Klakar
Gornji Klakar (cyr. Горњи Клакар) – wieś w Bośni i Hercegowinie, w Republice Serbskiej, w gminie Brod. W 2013 roku liczyła 433 mieszkańców.